# Caitlin Foord
Caitlin Foord, född den 11 november 1994, är en australisk fotbollsspelare som spelar för Arsenal. 
Foord ingick i Australiens lag under Olympiska sommarspelen 2016  och har deltagit i tre världsmästerskap, 2011, 2015 och 2019.
Efter VM i Tyskland 2011 utsågs en 16-årig Foord till turneringens bästa junior.